# 布蕾克·萊芙莉
布蕾克·愛蓮德·布朗（英語：Blake Ellender Brown），藝名碧琪·麗芙莉（英語：Blake Lively，1987年8月25日—），是一位美國女演員、導演。她因演出由小說改編成的美國熱門電視劇《花邊教主》中的女主角韋倩蓮（Serena van der Woodsen）而知名。曾演出《牛仔褲的夏天》以及其續集《牛仔褲的夏天2》。2015年時演出電影《時空永恆的愛戀》。於2021年為I bet you think about me (Taylor's version)指導MV。

## 經歷
布蕾克生於加州洛杉磯，父親是演員Ernie Lively，母親則是知名球探Elaine（原姓McAlpin）。布蕾克在家中排行第五，她有兩個姐姐Lori Lively和Robyn Lively，以及兩個哥哥Jason Lively和Eric Lively，且其父母及其兄姊也均有表演經驗，姊夫為《歌舞青春》演員巴特·強森。
布蕾克年少時曾入讀過13所學校。童年時，她都在家自學。她於柏班克高中就讀時，曾參加合唱團並擔任啦啦隊隊長。在布萊克選擇向演戲之路進發之前，是想在高中後入讀史丹佛大學。
布蕾克本來對演戲並沒有興趣，但在她從初中升上高中的那一個暑假，她的哥哥幫她報了幾場面試。在其中的兩次面試中，她獲得了《牛仔褲的夏天》的角色。

## 演藝生涯
1998年，11歲的布蕾克曾在其父執導的電影《Sandman》中演出Trixie一角。
2005年，當她為暢銷書改編而成的《牛仔褲的夏天》試鏡時，由於缺乏經驗，布蕾克只是將自己的照片遞給了主考官就準備離開。可正是在這情況下，她立即被敲定成為片中，於足球夏令營裡引誘教練一角的最佳人選。此片亦為她贏得了青少年選擇大賞最突破電影女演員。
2006年，她演出了電影《Elvis and Anabelle》，並在青春恐怖片《屠夫》以及備受矚目的校園喜劇《錄取通知書》中擔任重要角色，後者為她贏得了Hollywood Life評選的最佳突破表演獎。
2007年，為了《牛仔褲的夏天2》的拍攝，布蕾克與其他3位好姐妹原班人馬再次聚集在一起。此外，布蕾克也得到了同樣自暢銷小說改編而來的青春影集《花邊教主》（O.C.編劇Josh Schwartz在該劇結束後籌備的新作）中的主要角色。
2009年，布蕾克在浪漫喜劇電影《我愛紐約》中參演一個小角色，同場演員包括西亞·李畢福、娜塔莉·波曼等。
2015年主演時空永恆的愛戀（或稱時空盡頭的戀人）。

## 私人生活

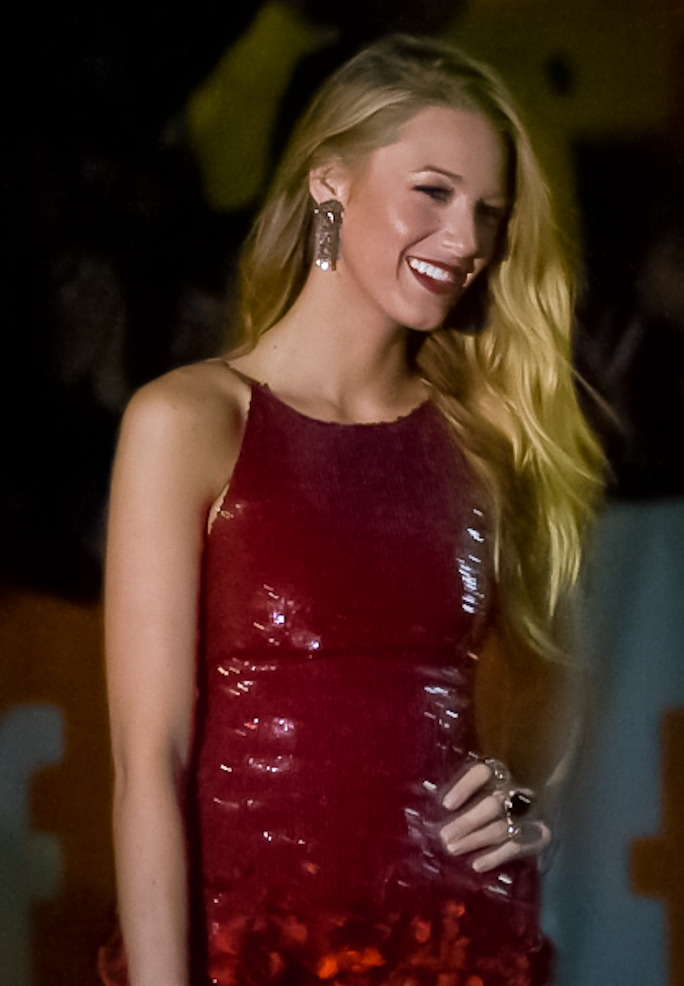
2010年多伦多电影节

2004年，布蕾克與她的兒時好友兼演員Kelly Blatz交往直到2007年，他們從小便是朋友。2008年5月，People雜誌拍到她與共同演出「花邊教主」的演員潘·巴奇利在墨西哥海邊渡假的親密照，二人自此對他倆交往的關係保持開放的態度，雖已於2010年9月中結束3年的戀情，但他們仍保持親密友好的關係。布蕾克之後和男星李奧納多·狄卡皮歐短暫交往過。另外，她和花邊教主的演員琳頓·米斯特不親密，兩人均表示過對方只是同事，私下也不會聯絡。2012年9月9日，她与男演員萊恩·雷諾斯完婚。布蕾克在2014年10月6日透過個人網站Preserve宣布懷孕。她在2014年12月16日產下長女James，2016年9月第二個女兒Inez出生，2019年產下第三名女兒Betty，2023年生下第四個孩子。

## 演出作品
| 電影   | 電影             | 電影                                    | 電影                 | 電影       |
| 年份   | 片名             | 原名                                    | 角色                 | 性質       |
| ------ | ---------------- | --------------------------------------- | -------------------- | ---------- |
| 1998年 |                  | Sandman                                 | Trixie / Tooth Fairy | 閒角       |
| 2005年 | 牛仔褲的夏天     | The Sisterhood of the Traveling Pants   | Bridget Vreeland     | 第一女主角 |
| 2006年 | 錄取通知書       | Accepted                                | Monica Moreland      | 女配角     |
| 2006年 | 屠夫             | Simon Says                              | Jenny                | 小配角     |
| 2007年 | 艾維絲與安娜貝爾 | Elvis and Anabelle                      | Anabelle Leigh       | 女主角     |
| 2008年 | 牛仔褲的夏天2    | The Sisterhood of the Traveling Pants 2 | Bridget Vreeland     | 第一女主角 |
| 2009年 | 紐約我愛你       | New York, I Love You                    | Gabrielle DiMarco    | 閒角       |
| 2009年 | 她的私密日記     | The Private Lives of Pippa Lee          | Pippa Lee青年        | 客串       |
| 2010年 | 竊盜城           | The Town                                | Krista Coughlin      | 女配角     |
| 2011年 | 綠光戰警         | Green Lantern                           | 卡蘿·費莉絲          | 第一女主角 |
| 2012年 | 野蠻告白         | Savages                                 | Ophelia Sage         | 第一女主角 |
| 2015年 | 時空永恆的愛戀   | The Age of Adaline                      | Adaline              | 第一女主角 |
| 2016年 | 咖啡·愛情        | Café Society                            | Veronica             | 女配角     |
| 2016年 | 絕鯊島           | The Shallows                            | 南希·亞當斯          | 第一女主角 |
| 2016年 | 盲女驚心         | All I See Is You                        | 珍娜·魯              | 第一女主角 |
| 2018年 | 失蹤網紅         | A Simple Favor                          | 艾蜜莉·尼爾森        | 第二女主角 |
| 2020年 | 节奏组           | The Rhythm Section                      | 斯蒂芬妮-帕特里克    | 第一女主角 |
| 2024年 | 幻幻之交         | IF                                      | 章魚                 | 聲演       |
| 2024年 | 死侍與金鋼狼     | Deadpool & Wolverine                    | 女死侍               | 客串聲演   |
| 2024年 | 到我們為止       | It Ends with Us                         | Lily Bloom           |            |

| 電視劇      | 電視劇     | 電視劇              | 電視劇                 | 電視劇         |
| 年份        | 片名       | 原名                | 角色                   | 備註           |
| ----------- | ---------- | ------------------- | ---------------------- | -------------- |
| 2007-2012年 | 花邊教主   | Gossip Girl         | Serena van der Woodsen | 兩大女主角之一 |
| 2008-2010年 | 週六夜現場 | Saturday Night Live | 主持人                 | 三集           |

## 獎項
| 獎項   | 獎項 | 獎項                        | 獎項              | 獎項               |
| 年份   | 結果 | 獎項                        | 項目              | 獲提名作品         |
| ------ | ---- | --------------------------- | ----------------- | ------------------ |
| 2005年 | 提名 | Teen Choice awards          | 最突破電影女明星  | 牛仔褲的夏天       |
| 2008年 | 獲獎 | Teen Choice awards          | 最佳電視女演員    | 花邊教主           |
| 2008年 | 獲獎 | Teen Choice awards          | 最突破電視女明星  | 花邊教主           |
| 2008年 | 獲獎 | Newport Beach Film Festival | 成就獎 - 突破演出 | Elvis and Anabelle |
| 2009年 | 提名 | Prism Awards                | 劇集表現          | 花邊教主           |
| 2009年 | 提名 | Teen Choice awards          | 最佳電視女演員    | 花邊教主           |
| 2010年 | 提名 | 全美民選獎                  | 最愛電視女演員    | 花邊教主           |
| 2011年 | 獲獎 | Teen Choice awards          | 最佳電視女演員    | 花邊教主           |

## 外部連結
- Blake Lively的Instagram帳戶
- Blake Lively的X（前Twitter）
- Blake Lively在互联网电影资料库（IMDb）上的資料（英文）
- Blake Lively在TV.com
- RadioFree.com Interview （页面存档备份，存于） （2006年7月29日）
- Blake Lively Community （页面存档备份，存于）